# 圣日耳曼德隆格绍姆
圣日耳曼-德隆格绍姆（法語：Saint-Germain-de-Longue-Chaume，法語發音：[sɛ̃ ʒɛʁmɛ̃ də lɔ̃ɡ ʃom]）是法国德塞夫勒省的一个市镇，属于帕尔特奈区。

## 地理
圣日耳曼德隆格绍姆（46°43'0"N, 0°20'47"W）面积14.63 平方千米，位于法国新阿基坦大区德塞夫勒省，该省份为法国西部内陆省份，北起曼恩-卢瓦尔省，西接旺代省，南至夏朗德省和滨海夏朗德省，东临维埃纳省。
与圣日耳曼德隆格绍姆接壤的市镇（或旧市镇、城区）包括：阿马尤、克莱塞。

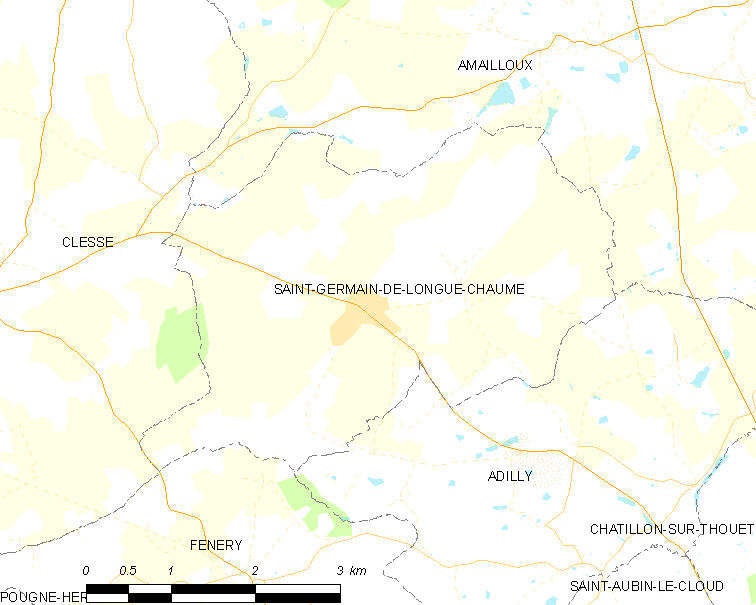
圣日耳曼德隆格绍姆的OSM定位图

圣日耳曼德隆格绍姆的时区为UTC+01:00、UTC+02:00（夏令时）。

## 行政
圣日耳曼德隆格绍姆的邮政编码为79200，INSEE市镇编码为79255。

## 政治
圣日耳曼德隆格绍姆所属的省级选区为帕尔特奈县。

## 人口

1962-2008年间圣日耳曼德隆格绍姆人口变化图示

圣日耳曼德隆格绍姆于2022年1月1日时的人口数量为387人。